# Sedlecký hrad
Sedlecký hrad nebo též Nový hrad se nachází v záhybu řeky Oslavy poblíž vesnice Sedlec v okrese Třebíč. Spolu s Lamberkem, který leží na protějším břehu řeky, tvoří tzv. hradní dvojici.

## Historie
O historii hradu není téměř nic známo. Podle archeologických nálezů hrad vznikl někdy ve čtvrté čtvrtině 14. století, zanikl do poloviny století následujícího. Hrad patřil pravděpodobně nějakému manovi či manům třebíčského kláštera. V náměšťském urbáři je uveden pouze jeden zápis, který se vztahuje k tomuto hradu, a to z roku 1545, kdy se uvádí jako Nový hrad spolu s Lamberkem. V té době však byly oba dva hrady již dávno zaniklé.